# Burg Kübelberg
Die Burg Kübelberg, auch Wonnenberg genannt, ist eine abgegangene Burg. Sie stand auf einem Hügel unweit der Kirche im Ortsteil Kübelberg der Ortsgemeinde Schönenberg-Kübelberg im Landkreis Kusel in Rheinland-Pfalz.

## Geschichte
Die Burg wurde wahrscheinlich in der zweiten Hälfte des 13. Jh. erbaut und wurde zum einzigen Male 1297 als „castrum“ erwähnt. Besitzer der Burg waren die Herren von Kübelberg (Ritter Gerin von Kebelnberg). Ausgehend von dieser Burg entwickelte sich Kübelberg zum Gerichtsort, der im 18. Jahrhundert zwölf Dörfer umfasste. Von der ehemaligen Burganlage, die aus einem Wohnturm mit Holzpalisaden, kleiner Vorburg und Burggraben mit landwirtschaftlichen Gebäuden auf einem aufgeschütteten Burghügel bestanden hatte, ist nichts erhalten.
Die Reichsburg diente zur Sicherung der Altstraße von Worms über Kaiserslautern, Kübelberg nach Saarbrücken und Metz.
Und einer Weiteren von Zweibrücken über Homburg nach Kusel, Meisenheim und Ingelheim führenden Salzstraße, welche 1168 auf diese Trasse verlegt wurde und seinerzeit zu schweren Verwüstungen umliegender Gemeinden führte, zu schützen.
Nachdem das umliegende Land an fremde Herren gelangt war, hatte die Burg zudem die Aufgabe, das Reichsland nach Westen gegen Angriffe zu sichern.
Ein 27 Kilometer langer Wanderweg, der Ritter-Gerin-Weg, erinnert noch an das Kübelberger Rittergeschlecht und die Burg.
Eine letzte Erwähnung der Burg zu Kübelberg findet sich im Bayerischen Intelligenzblatt vom 31. Dezember 1821:
„Dienstag, den 29.ten Januar nächsthin um 1 Uhr Nachmittags, wird vom unterzeichneten Amte, in Gemäßheit von hoher Regierung erhaltener Ermächtigung das in Kübelberg stehende alte Arresthaus (Turm) auf den Abbruch an den Meistbietenden in loco Kübelberg öffentlich versteigert werden. Schönenberg den 31.ten Dezember 1821, das Bürgermeisteramt, J. Weis.“
Bei diesem alten Arresthaus handelte es sich um den letzten Rest der ehemaligen Burg in Kübelberg. Dieser Turm hatte vor seinem Abbruch noch eine Höhe von rund 12 Metern.
Heute erinnert der Nachbau einer Ruine im Kreisel am Ortseingang an die ehemalige Burg.